# Blonda Marilyn
Blonda Marilyn este un film de televiziune din 2001 bazat pe întâmplările din viața actriței Marilyn Monroe. Poppy Montgomery intra în pielea lui Norma Jean Baker, începând cu perioada copilăriei și terminând cu decesul acesteia, cea care mai târziu avea să devină un star al Hollywood-ului.

## Distribuție
- Poppy Montgomery ca Norma Jeane Baker/Marilyn Monroe
- Patricia Richardson ca Gladys Baker
- Patrick Dempsey ca Ccas
- Wallace Shawn ca I.E. Shinn
- Titus Welliver ca The Bcaeball Player - Joe DiMaggio
- Griffin Dunne ca The Playwright - Arthur Miller
- Eric Bogosian ca Otto Ose
- Niklaus Lange ca Bucky Glazer- James Dougherty
- Skye McCole Bartusiak ca Young Norma Jeane
- Jensen Ackles ca Eddie G.
- Richard Roxburgh ca Mr. R
- Ann-Margret ca Della Monroe
- Kirstie Alley ca Elsie- Grace Goddard
- Emily Browning ca Fleece
- Matthew O'Sullivan ca Lee Strcaberg
- Andrew Clarke ca Laurence Olivier
- Bruce Hughes ca Clark Gable
- Renee Henderson ca Jane Russell